# Basilique du Sacré-Cœur de Paray-le-Monial
Pour les articles homonymes, voir Basilique du Sacré-Cœur.
La basilique du Sacré-Cœur de Paray-le-Monial, placée sous le vocable du Sacré-Cœur depuis 1875, donne une image complète, bien que de dimensions réduites, de ce que fut Cluny : trois nefs contre cinq à Cluny, transept simple et non pas double, mais, de l'avant-nef à la cascade des toitures du chevet, étagées dans une subtile harmonie, en passant par les voûtes ordonnées de la même manière qu'à la grande abbatiale, le plan a été copié sur celui de Cluny. Cette église du prieuré Notre-Dame de Paray-le-Monial fut lors de sa consécration en 977, placée sous le vocable du Saint-Sauveur, de la Vierge Marie et de saint Jean Baptiste.
Elle fait l'objet d'un classement au titre des monuments historiques depuis 1846.
La basilique est le lieu le plus touristique du département de Saône-et-Loire, avec un nombre de visiteurs annuels estimé à 450 000 fidèles et touristes. Elle fait partie du sanctuaire du Sacré-Cœur géré par la communauté de l'Emmanuel depuis 1985.

## Historique

### L'implantation du monastère
Avant de devenir prieuré clunisien, le monastère de Paray-le-Monial est créé sur décision de Lambert (mort en février 978), comte de Chalon : en 973 l'emplacement est choisi en accord avec Mayeul, abbé de Cluny. Sur le terrain retenu, les moines construisent en trois ans les bâtiments nécessaires à l'établissement monastique et son église. Celle-ci est consacrée en 977, en présence de Lambert de Chalon, de sa famille et des évêques de Chalon, de Mâcon et d'Autun.
Lambert eut comme successeur son fils Hugues Ier, déjà chanoine d'Autun qui devient évêque d'Auxerre le 5 mars 1090 et qui décide d'unir le monastère de Paray-le-Monial à l'abbaye de Cluny, lequel a, à sa tête, saint Odillon. Paray devient un prieuré de Cluny et le restera jusqu'à la Révolution.
La première église a complètement disparu. Elle a été rapidement détruite et a été remplacée par une nouvelle église consacrée le 9 décembre 1004. Moins d'un siècle plus tard cette seconde église est également détruite et remplacée par celle qui est aujourd'hui la basilique.
Le comte-évêque Hugues Ier donna à l'église des reliques de saint Grat, qui fut évêque de Chalon, précédemment à l'église Saint-Laurent de Chalon. Du vivant de Hugues Ier les prieurs furent Andrald et Gontier.

### La construction initiale de l'église et ses adaptations
Les dates exactes de la construction de l'église actuelle sont incertaines. Les travaux de Christian Sapin, de Nicolas Reveyron, de Minott Ker conduisent à placer la date des constructions dans le dernier quart du XIe siècle et non dans le premier. La dernière construction aurait été réalisée sur la précédente, « sur de nombreux points les plans des deux constructions se superposent ». Le véritable architecte de Paray est sans doute saint Hugues de Cluny. Cependant Paray ne peut être considéré comme une simple « réduction » de la célèbre basilique de Cluny. En effet, elle n'offre ni doubles collatéraux, ni doubles transepts, ni cinq chapelles rayonnantes, …
Tout au long du XIIe siècle d'importants remaniements sont apportés à l'église. C'est probablement au second quart du douzième siècle que la nef, le transept et le chœur de l'église de Paray sont bâtis (vers 1140). L'église ne subit aucune modification pendant le treizième siècle. L'étage supérieur du clocher est terminé au quatorzième siècle. Vers 1470, l'abbé Jean de Bourbon permet à Robert de Damas-Digoine, seigneur de Clessy et de Beaudéduit, d'abattre la chapelle qui s'ouvrait dans le croisillon méridional de l'église pour la remplacer par une nouvelle chapelle destinée à devenir le tombeau de sa famille. Paray-le-Monial est éprouvé par les guerres qui ont lieu durant trois siècles : guerre de Cent Ans, guerres entre la Bourgogne et la France, guerres de Religion. Pour éviter l'écroulement du porche les moines choisirent de le condamner par d'épaisses murailles de renfort.
Par la suite, les religieux du prieuré s'efforcent d'effacer la trace des dévastations que l'église subit, mais ils ne modifient aucune partie essentielle du monument. Le clocher initial fut détruit (incendié) et reconstruit. La démolition du prieuré ancien et la construction du nouveau (de 1702 à 1750) sont sans doute concomitantes avec des travaux dans la basilique (construction d'un grenier entre le côté sud de l'église et le côté nord du cloître).

### Restauration de la basilique auXIXeet auXXesiècle

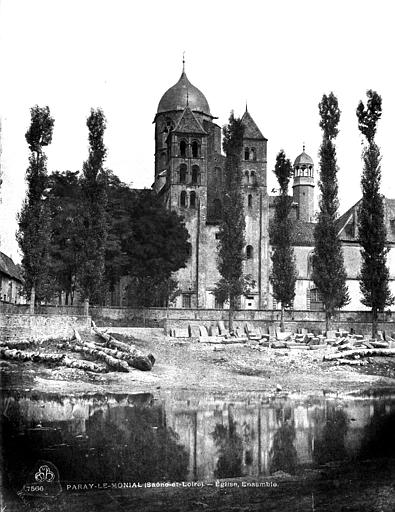
L'ancienne église Notre-Dame (1851), Édouard Baldus.

La période révolutionnaire eut des conséquences très négatives sur l'édifice : le 16 mars 1791 les bénédictins quittent le prieuré, la basilique est presque abandonnée durant un an, le culte est supprimé en 1793 ; puis le 13 avril 1794 la commune adjuge la démolition du clocher à Pierre Colin. La démolition est partielle mais la basilique restera partiellement à ciel ouvert durant 16 ans. L'église fut louée comme entrepôt. Le culte ne fut rétabli qu'en 1802. Une toiture en forme de bulbe fut posée en 1810 mais les autres travaux nécessaires de réhabilitation ne sont pas effectués.
C'est à partir de 1840 que le curé alerte les autorités sur l'état de la basilique. La municipalité n'y donne pas suite. Il faut attendre 1841, l'élection comme maire d'Hyacinthe Maublanc de Chiseuil, pour qu'un dossier soit établi et les démarches entreprises. Mais ce n'est que le 11 janvier 1850 que l'architecte Eugène Millet est désigné par la commission des Monuments historiques.
Millet, né en 1819, est un spécialiste du Moyen Âge, il fut l'élève et le collaborateur d'Eugène Viollet-le-Duc. Bien que non prévu au départ il dut reconstruire le clocher, compte tenu de son très mauvais état : c'est ce clocher que l'on voit aujourd'hui. Il rend ensuite à l'église son porche d'origine, en enlevant les murs de renfort, et en remplaçant les piliers d'origine. Les deux tours de l'entrée sont couronnées par des flèches en charpente (antérieurement elles étaient beaucoup moins élancées et la pente de leurs côtés était à peine sensible). Il démolit le grenier des moines, évoqué ci-dessus. En résumé, l'architecte Eugène Millet intervient pour restaurer la plupart des parties de l'église.
Au cours des décennies qui ont suivi, peu de travaux ont été réalisés. C'est Dargaud, curé de la paroisse de 1908 à 1938, qui permit une nouvelle étape de travaux. Les plus notables sont ceux qui ont consisté à enlever les couches successives d'enduits à l'intérieur de l'église, ce qui a permis de découvrir la peinture de la voûte du chœur.
Vers 1850, un orgue de tribune avait été installé dans le transept sud, réalisé par le facteur d'orgues Jaquot-Jeanpierre. Un orgue dont le remplacement devint indispensable au sortir de la dernière guerre, ce qui fut fait sous l'impulsion du père Combier, par l'installation d'un nouvel orgue financé sur fonds privés (entreprise lyonnaise Merklin et Kuhn). Celui-ci, plusieurs fois remanié, en l'absence de buffet, vit son fonctionnement se dégrader, et il fut démonté lors de la restauration intérieure de la basilique (1999–2007).

### Paray-le-Monial, lieu de pèlerinage, devient basilique mineure
Depuis la fin du XIXe siècle, Paray-le-Monial et son église sont un des lieux de pèlerinage les plus fréquentés de France. L'objet de ces pèlerinages est la dévotion au Sacré-Cœur, propagée à la suite des visions de Marguerite-Marie Alacoque et plus encore de l'action du jésuite Claude La Colombière, dans la seconde moitié du XVIIe siècle.
En 1875, devant l’affluence des pélerins autour des reliques de Marguerite-Marie Alacoque, le pape Pie IX élève l'église au rang de basilique mineure et autorise son changement de vocable (elle était auparavant placée sous celui de l’Assomption de la sainte Vierge).

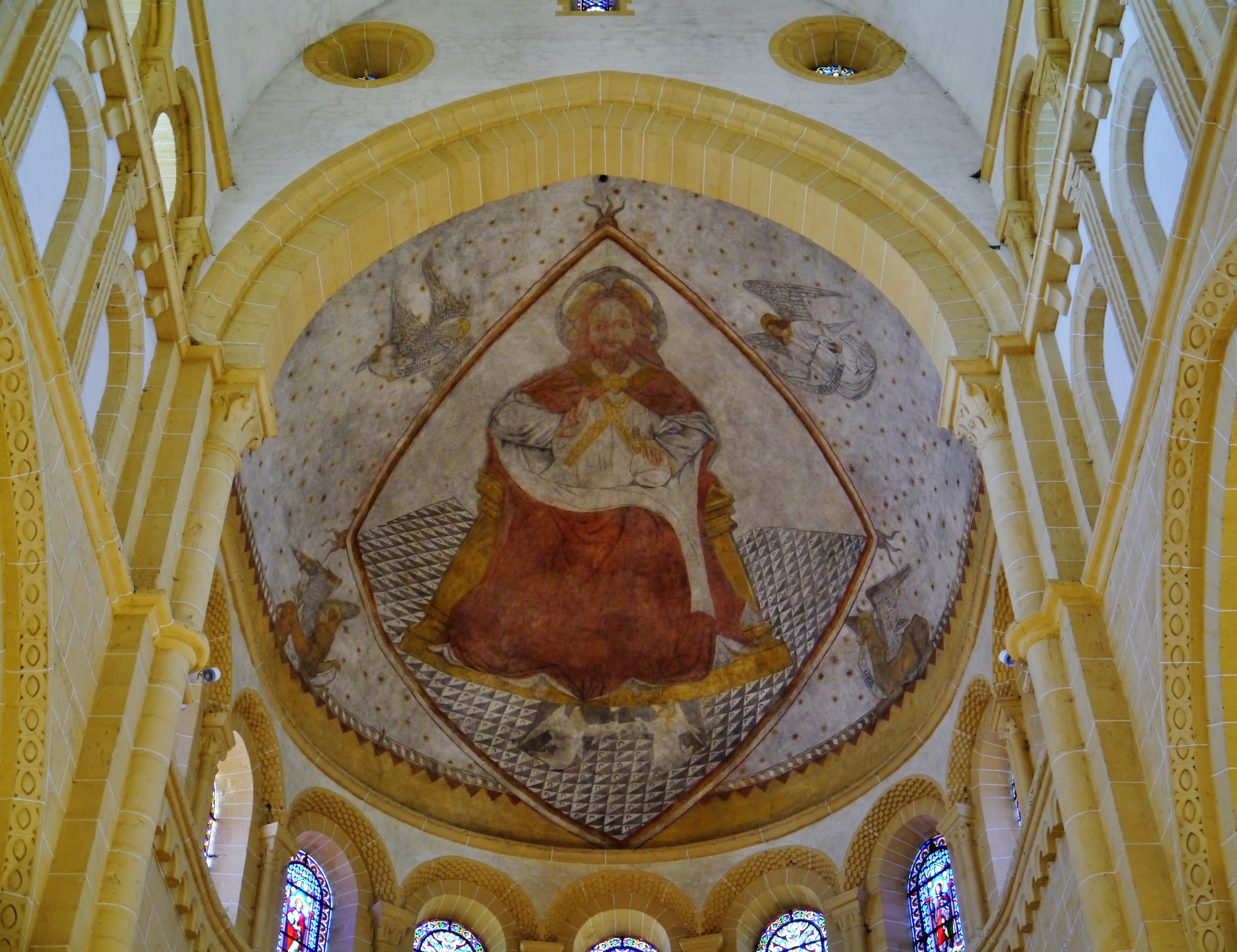
Le Christ en gloire entouré des quatre évangélistes. Voûte de l'abside.
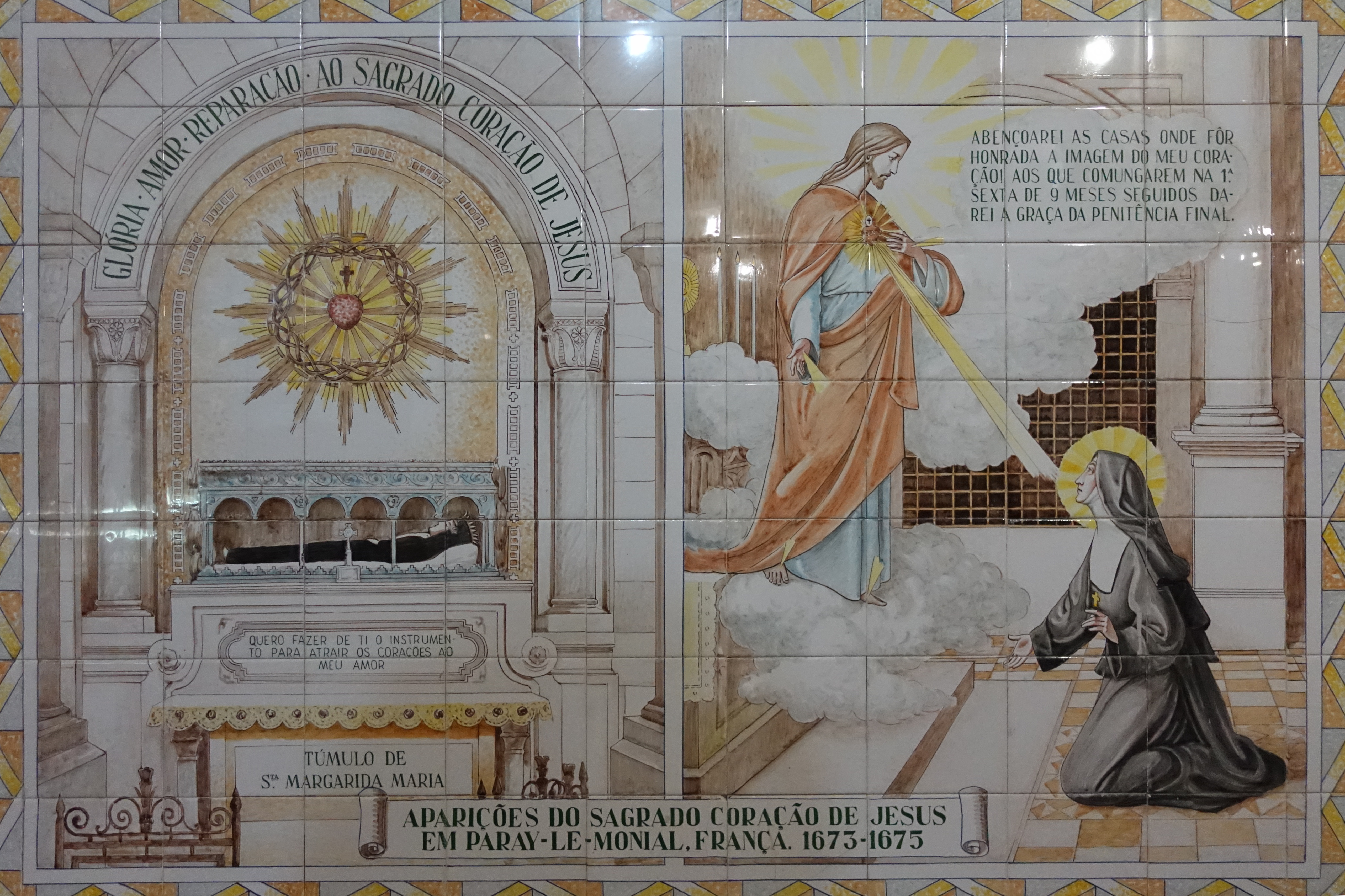
Représentation de l'apparition à sainte Marguerite-Marie Alacoque. Azulejos du sanctuaire Notre-Dame de la Paix, Ponte da Barca, Portugal.

## Description
L'église d'aujourd'hui est une basilique, dont la nef composée d'un vaisseau central et deux bas-côtés compte trois travées avec un transept d'un seul vaisseau, deux petites tours à l'ouest et une grande tour de transept. L'église a une longueur totale de 63,5 m (y compris l'avant-nef et la chapelle axiale faisant partie des chapelles rayonnantes) et une largeur de 22,35 m (sans le transept). Avec ses 40,50 m par rapport à la nef presque carrée (22 m de longueur jusqu'à la croisée) le transept donne l'impression d'être disproportionné. Le vaisseau central de la nef a une hauteur de 22 m, y compris la tour de transept et la hauteur totale de l'église est de 56 m.

### L'extérieur
L'extérieur de la basilique est caractérisé par l'austérité et le dépouillement : de vastes murs nus rappellent la puissance de l'architecture germanique des Xe et XIe siècles (abbatiales d'Hersfeld ou de Limbourg-sur-la-Lahn). Les baies, en files serrées et de petite taille, présentent une ouverture sans ébrasement, ce qui repousse les vitraux au fond d'une loge obscure. Cette disposition est imitée de Cluny III, où l'on a cherché à ouvrir une immense claire-voie tout au long de l'immense voûte en berceau, ce qui rendait l'ébrasement impossible, car il était nécessaire de renforcer au contraire les espaces-supports entre les baies. La porte qui ouvre sur le bras gauche du transept est décorée d’élégants motifs floraux et géométriques.

### L'intérieur

#### La nef

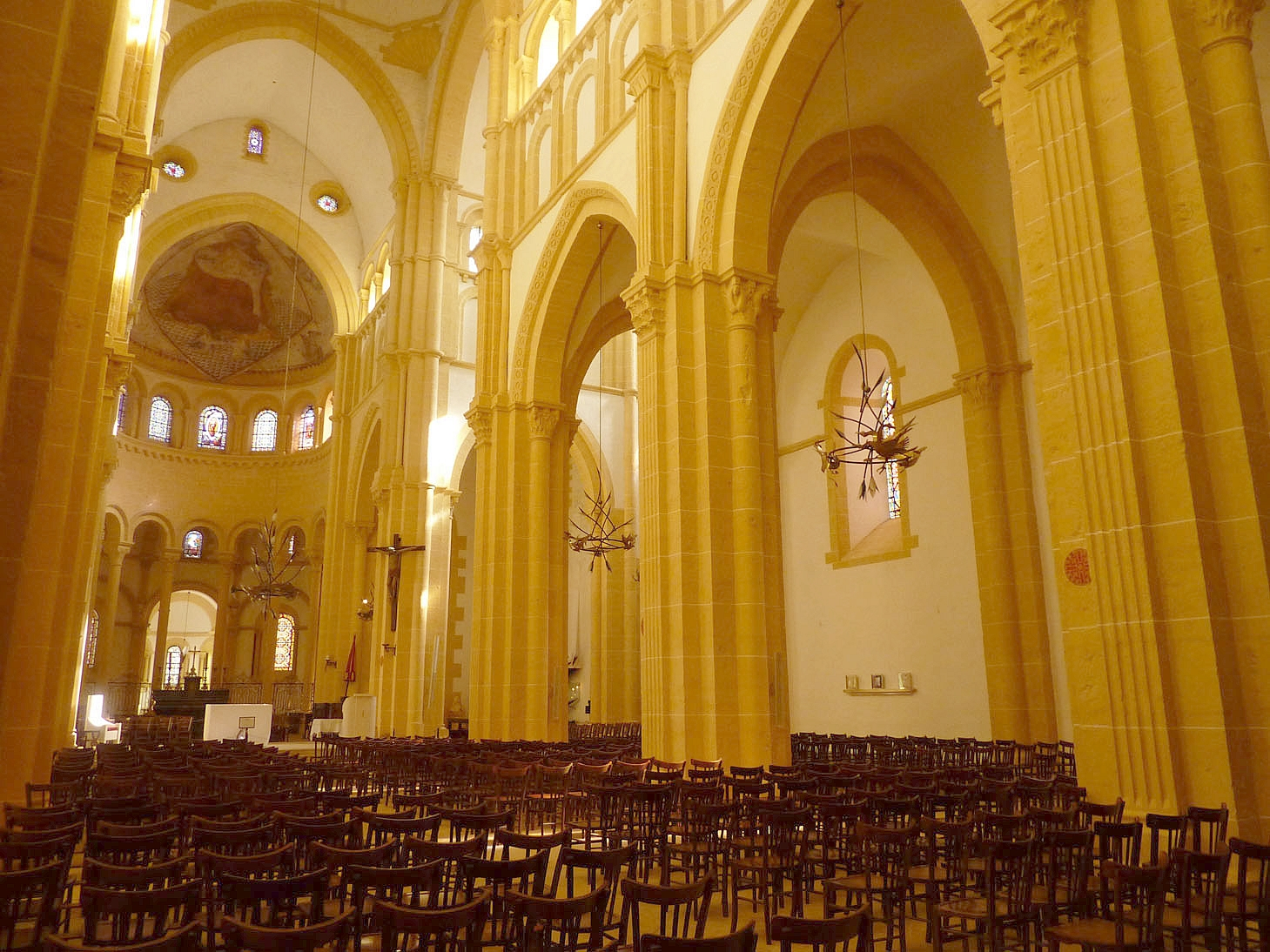
Nef de la Basilique de Paray-le-Monial.

Les grandes arcades, à arc brisé, de la nef, dans le style roman bourguignon, occupent deux tiers de l'élévation, le tiers restant étant occupé par une arcature aveugle surmontée de la rangée des fenêtres hautes. C’est une disposition inspirée de l'église de Cluny.
De même que dans l'immense édifice que fut Cluny III, dans chaque travée, trois baies, tantôt aveugles tantôt ouvertes sur les combles des bas-côtés, sont surmontées de trois fenêtres hautes, de taille identique, entourées d'une arcature. On ne peut s'empêcher de songer au modèle architectural des trois portes de chaque mur de la Jérusalem céleste, telle que saint Jean la décrit dans l'Apocalypse, à moins qu'il ne s'agisse de rappeler la Trinité. De même, les niveaux d'arcades sont trois, il y a trois travées dans la nef, et trois piliers superposés entre chaque travée. Ces piliers sont disposés en chiasme : une série de pilastres élevés est prolongée en hauteur par des pilastres aux écoinçons des arcs-doubleaux, les deux pilastres ainsi superposés sont nettement séparés par le chapiteau du pilastre inférieur et la base de celui qui le surmonte. Par contre, les deux rangées d'arcatures sont reliées par un même pilastre, simplement séparé en deux par la bague de la moulure entre les deux étages d'arcatures.
Les différents niveaux sont soulignés, soit par des cordons moulurés continus (sous l'arcature aveugle du deuxième niveau), soit par une corniche soutenue par des modillons (sous les fenêtres hautes).

#### Le chœur avec déambulatoire et ses absides
On compte trois chapelles rayonnantes (il y en avait cinq à Cluny). Comme dans l'abbatiale de Cluny des XIe et XIIe siècles, le déambulatoire est nettement plus étroit que les bas-côtés correspondants qui jouxtent le chœur, et il existe une forte dénivellation entre l'abside et le déambulatoire d'une part, et entre le chœur et ses collatéraux d'autre part.

#### Les chapiteaux
Ils sont principalement décorés de feuilles d'acanthe mais on y trouve trois chapiteaux historiés d'interprétation délicate et quelques chapiteaux à animaux :
- Deux chapiteaux à aigles : l'aigle est l'image de l'âme s'élevant au-dessus des contingences terrestres. Équivalent spirituel du pouvoir temporel du lion, l'aigle est un oiseau solaire (le roi des oiseaux). L'apôtre Jean a été identifié à l'aigle de l'Apocalypse ;
- Sept chapiteaux à lion : le lion symbolise le pouvoir royal, la puissance et l'honneur dans le monde matériel. Lié au soleil en astrologie, il l'est dans la symbolique romane. Enfin l'évangéliste Marc a été identifié au lion de l'apocalypse. On dit parfois de Jésus qu'il est le lion de Juda ;
- Trois chapiteaux à griffons : le griffon, certainement d'origine perse, est un lion à tête d'aigle, qui est dès lors doublement solaire et qui relie l'âme spirituelle (aigle) à la puissance matérielle (lion). Il associe le ciel et la terre.

### Les alentours
À la solennité de la basilique répond la paix du cloître adjacent, reconstruit au XVIIIe siècle mais en parfaite harmonie avec l'église. Son aile méridionale abrite le musée de la faïence où sont exposées des pièces de Charolles, mais aussi des faïences anciennes de Moustiers-Sainte-Marie et de Nevers tandis que, dans la galerie opposée, du côté du nord on découvre le portail, richement orné de sculptures romanes de facture inégale, par lequel les moines gagnaient l'église. Mais c'est surtout le portail nord, du côté de la ville, qui est un joli exemple d'ornementation romane, même en l'absence de tympan figuratif.
Au chevet de la basilique, se trouve l'espace Saint-Jean, lieu d'accueil et d'information destiné principalement aux pèlerins. À l'intérieur, l'espace Sainte-Marguerite-Marie et saint-Claude-La-Colombière, présente l'histoire de la vie et des apparitions de sainte Marguerite-Marie Alacoque et le message de Paray. Dans le parc des Chapelains, à l'est de la basilique, le diorama propose un montage son et lumière sur sainte Marguerite-Marie. Non loin de là, se situe la chapelle des Apparitions où se trouve la châsse contenant les reliques de la sainte.

### Les cloches de la basilique
Dans le clocher de la basilique, trois cloches rythment la vie liturgique des environs de la basilique et annoncent les différents offices :
- Marie-Amélie donnant le ré 3, fondue par les établissements Baudouin à Mâcon ;
- Marguerite-Marie donnant le fa 3, fondue par les établissements Morel à Lyon ;
- Marie-Antoinette donnant le sol 3, fondue par les établissements Morel à Lyon.

## Galerie d'images

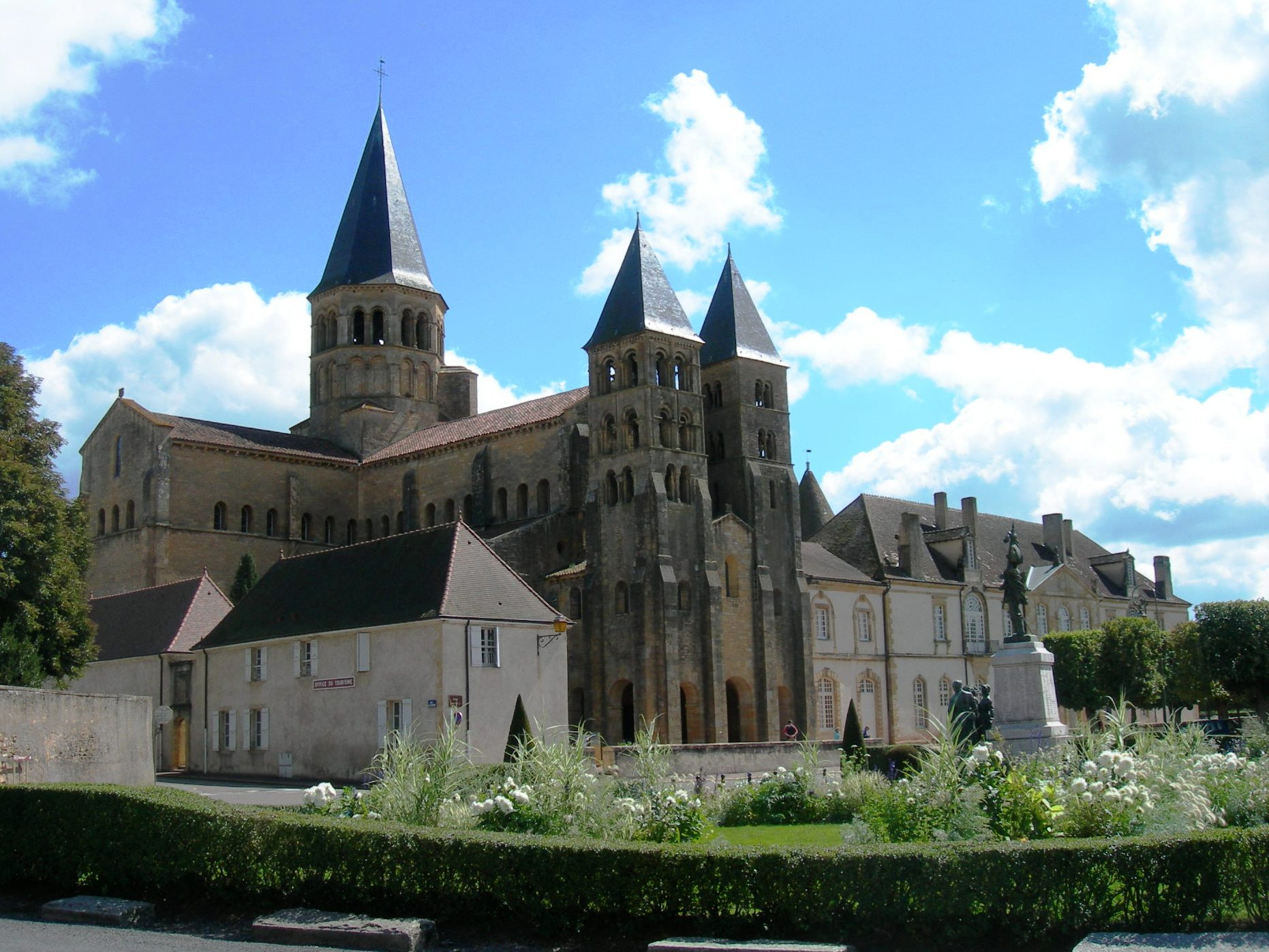
La basilique du Sacré-Cœur.
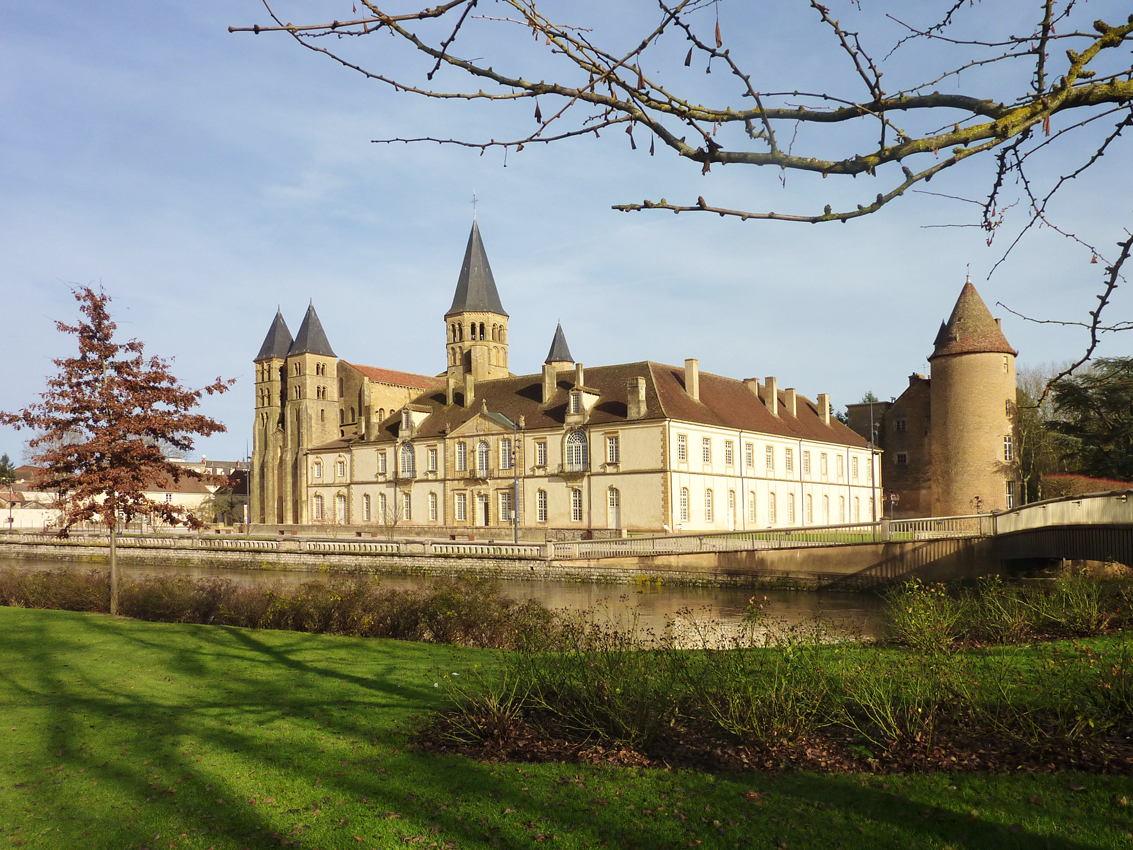
Vue depuis la rive de la Bourbince.
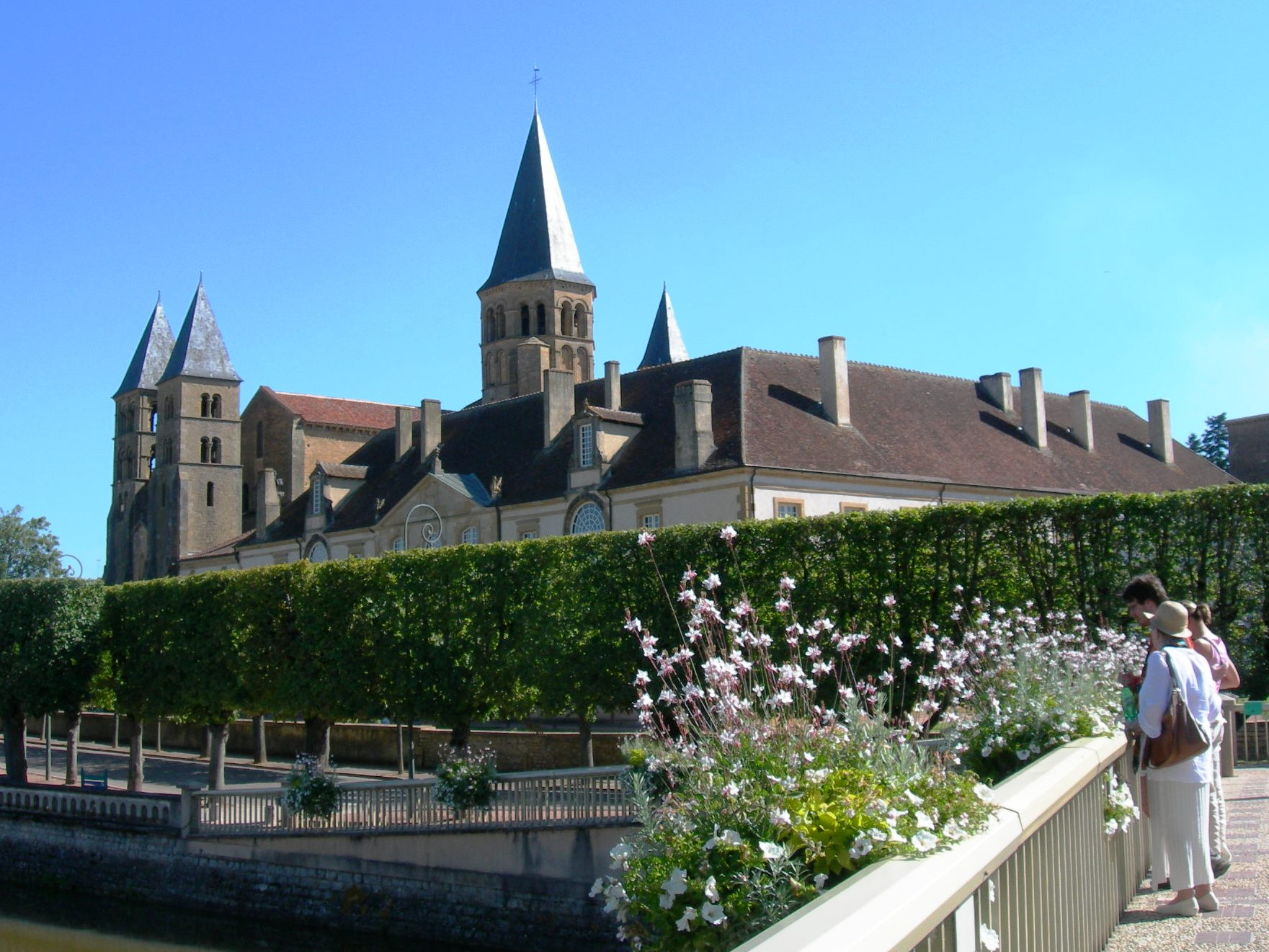
Le monastère et l'église.
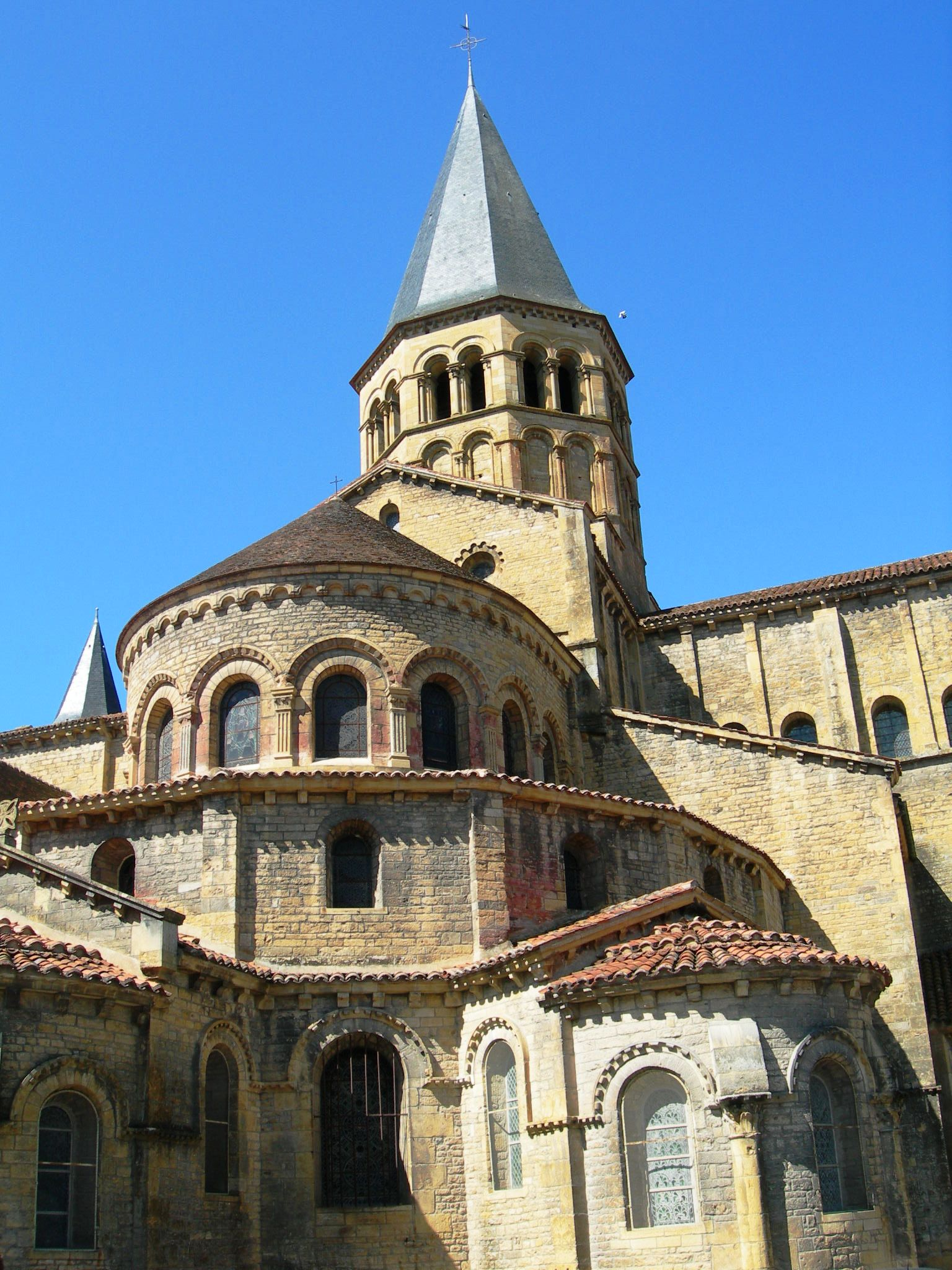
Le chevet.
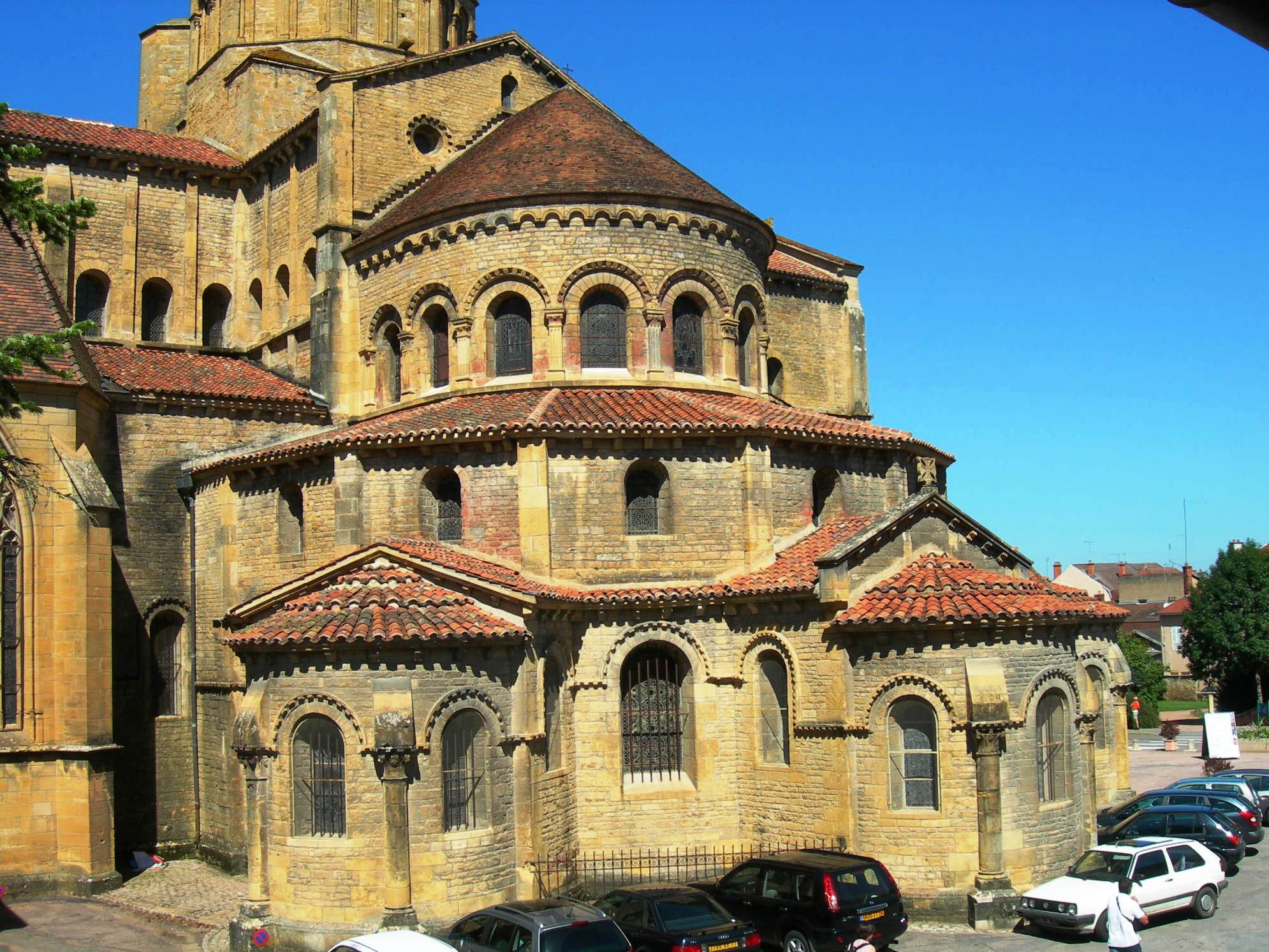
Le chevet et les chapelles rayonnantes.
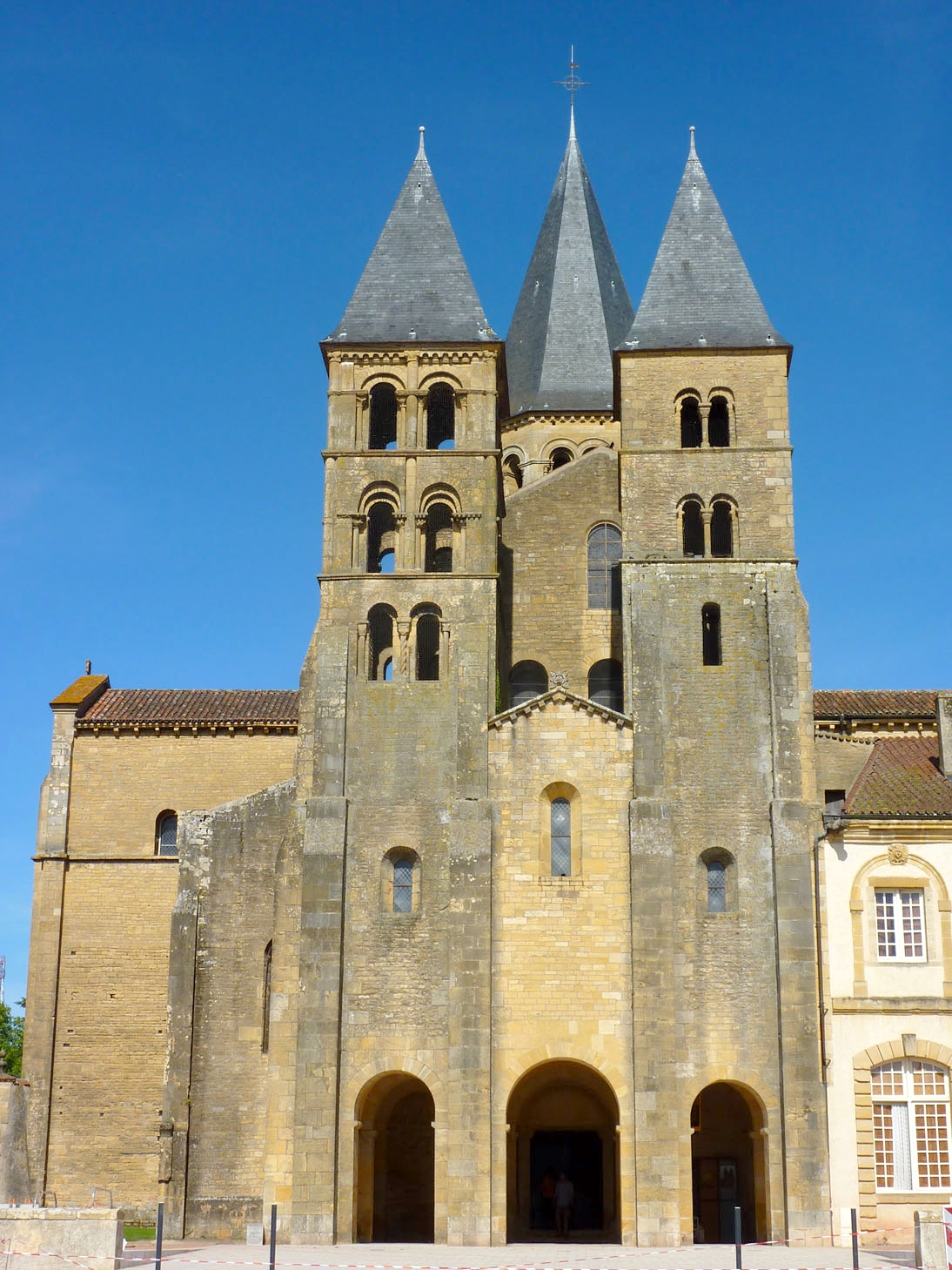
La façade des clochers.
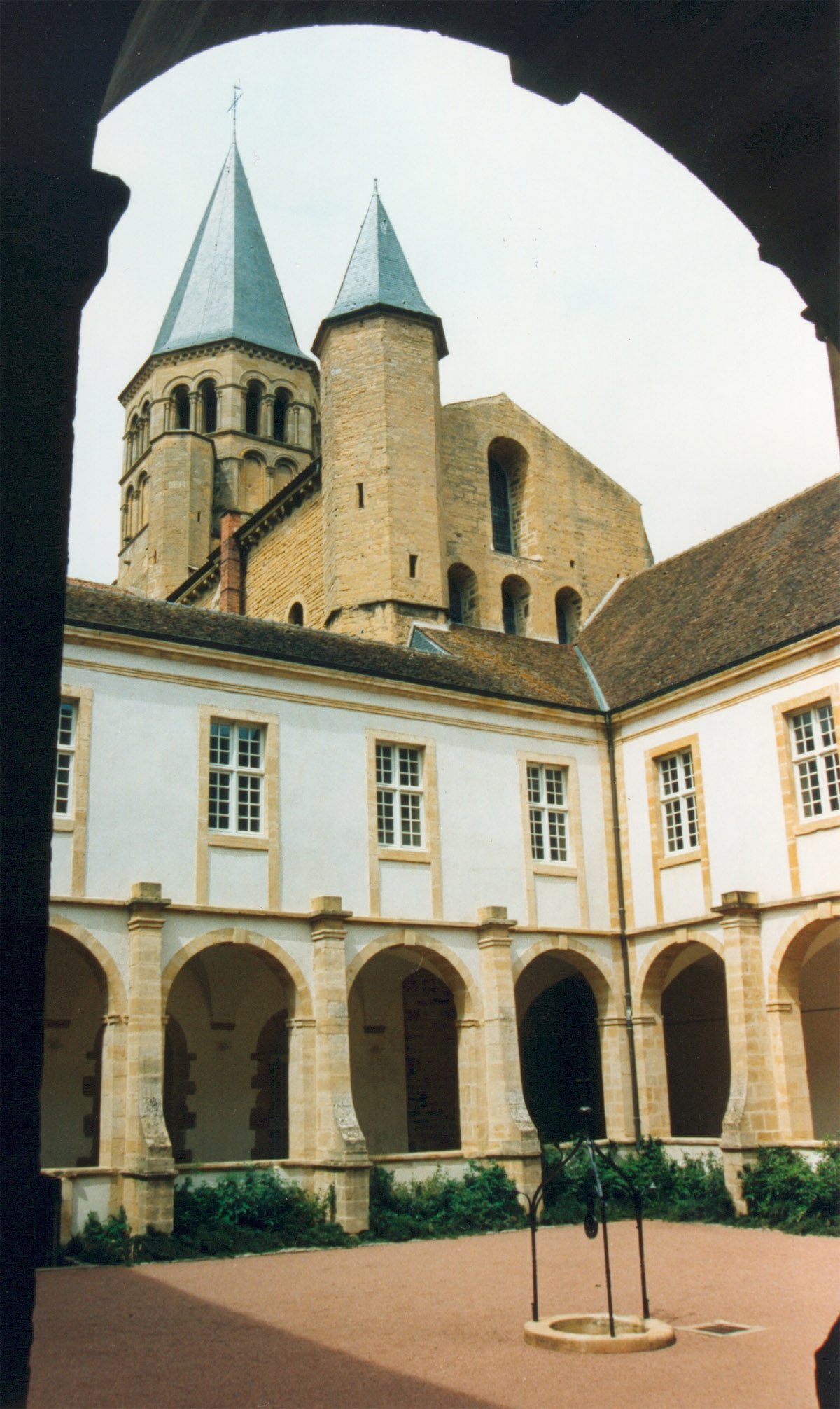
Le cloître du monastère.
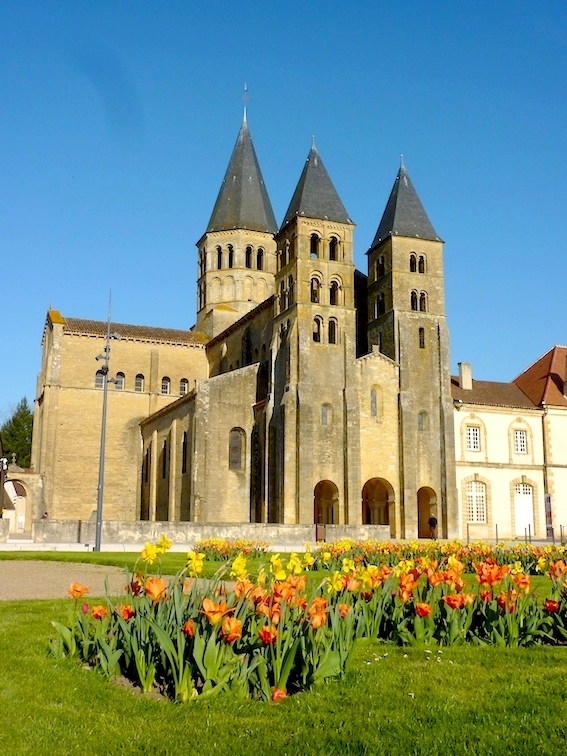
Basilique du Sacré-Cœur.
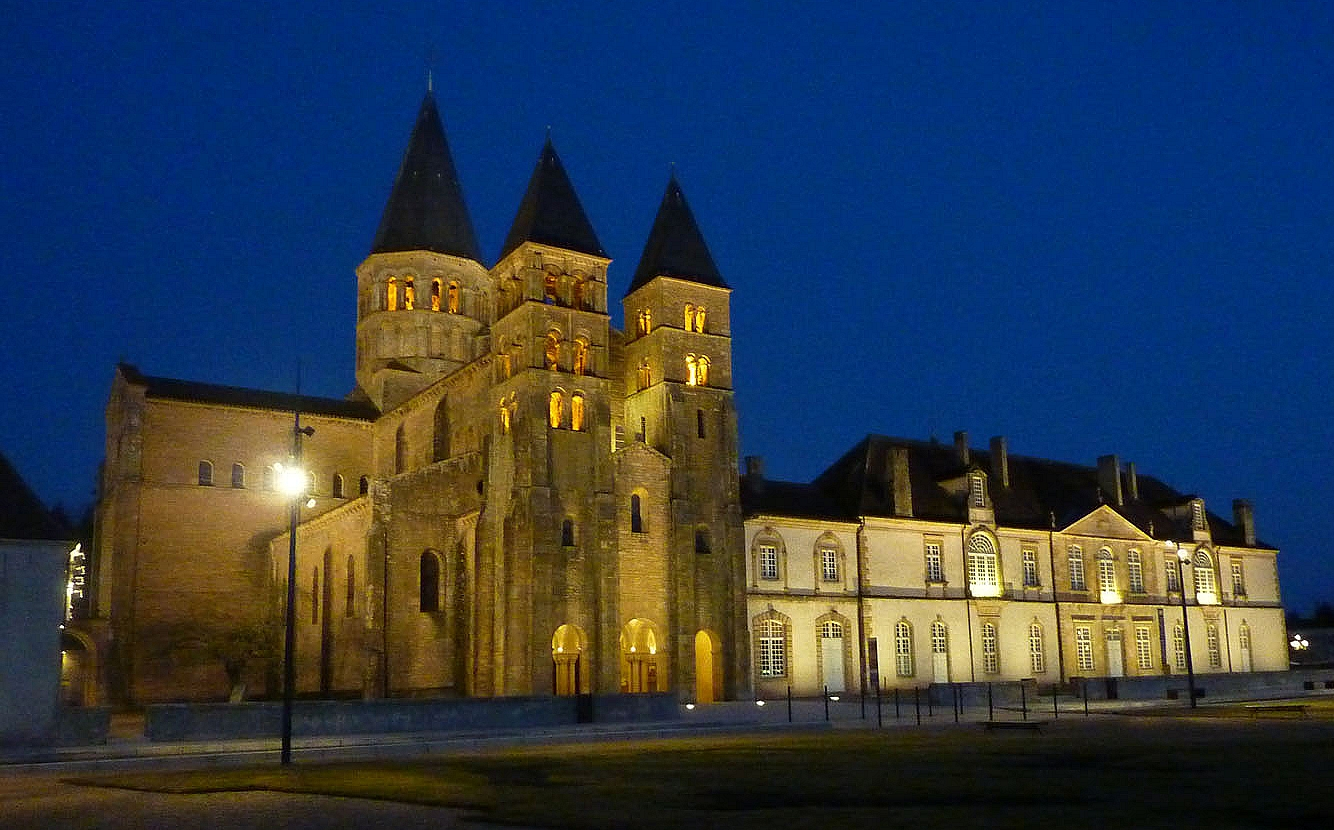
Basilique du Sacré-Cœur de nuit.
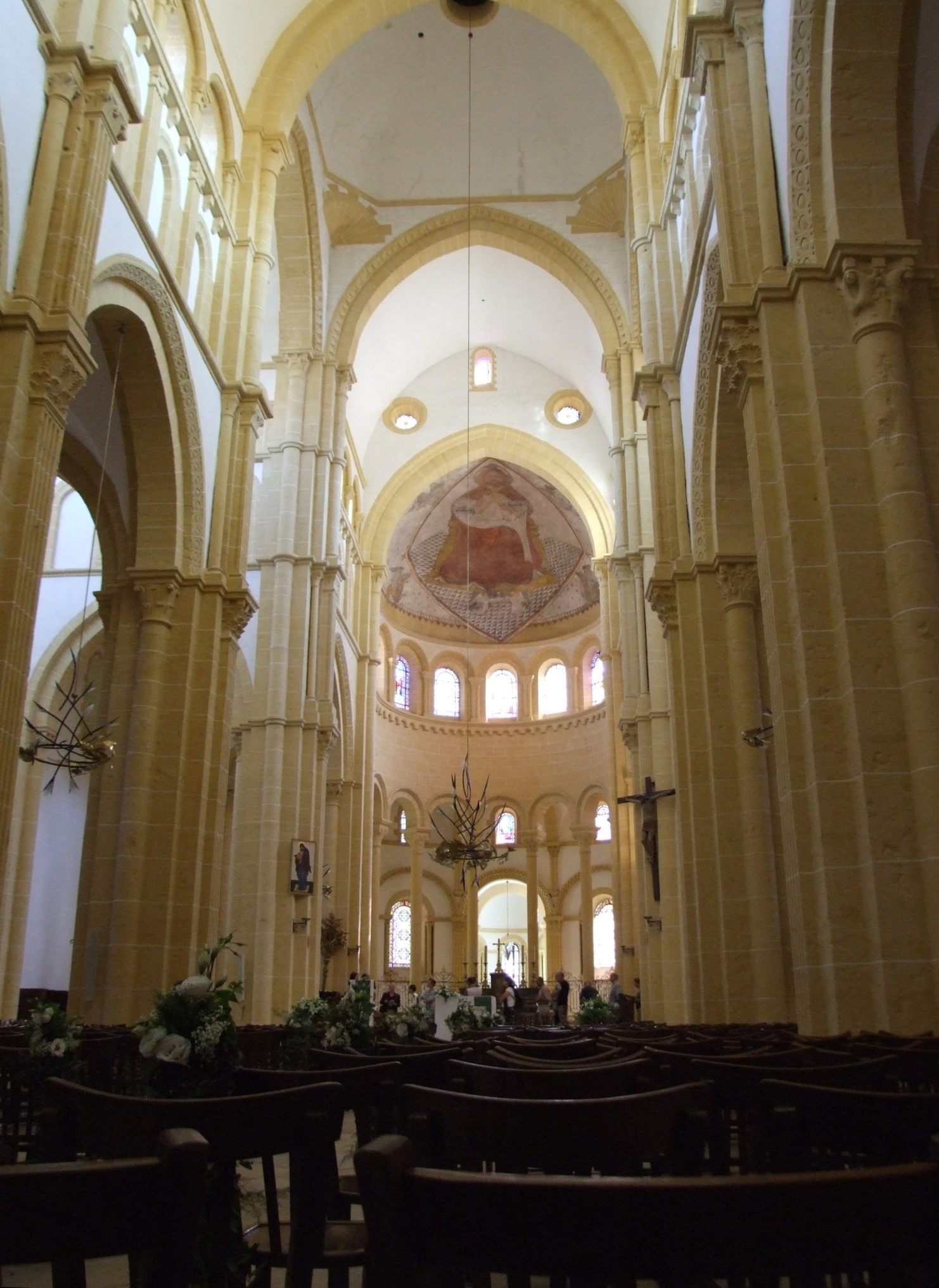
La nef.
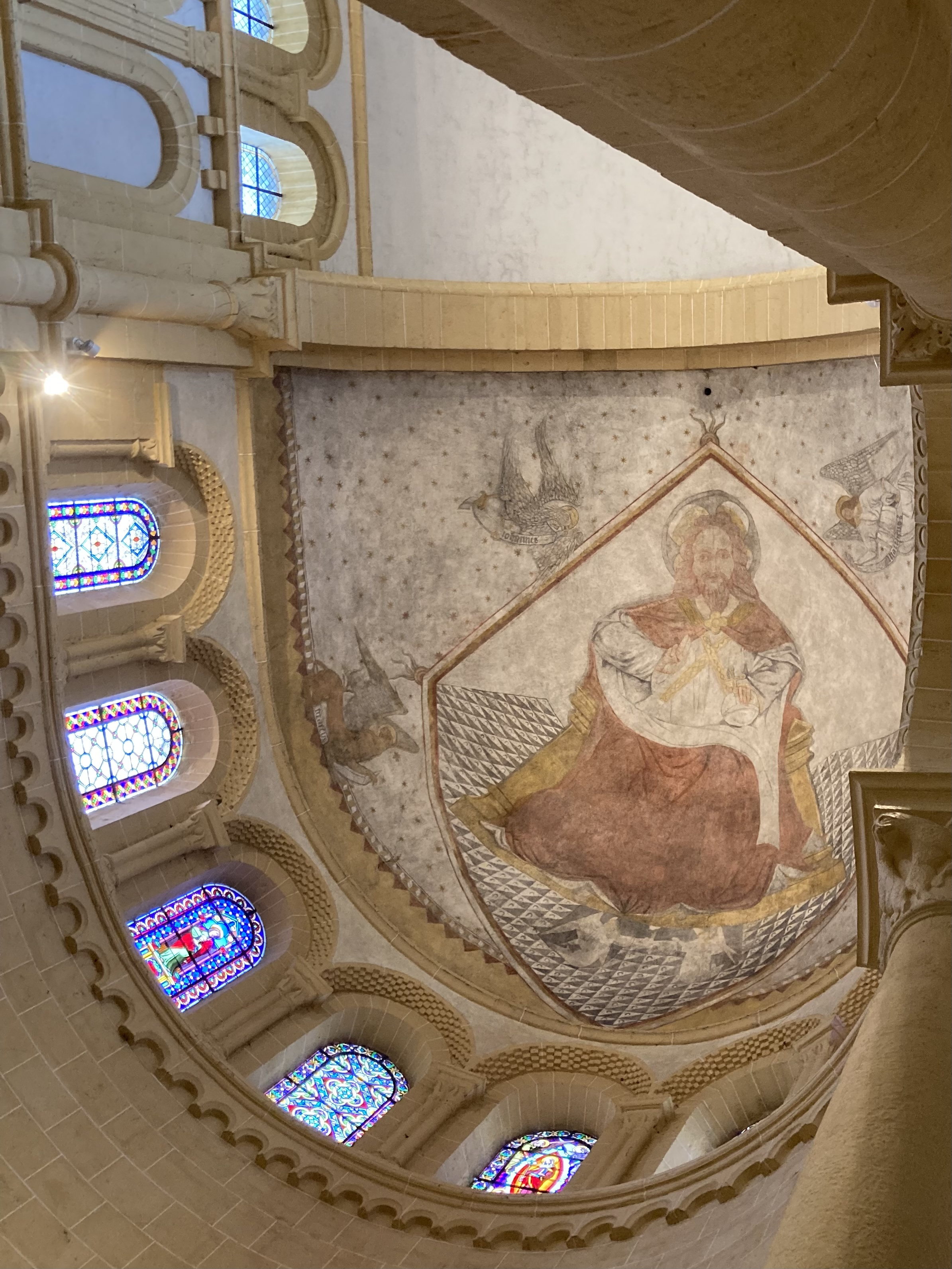
Peinture sur la voûte du chœur.
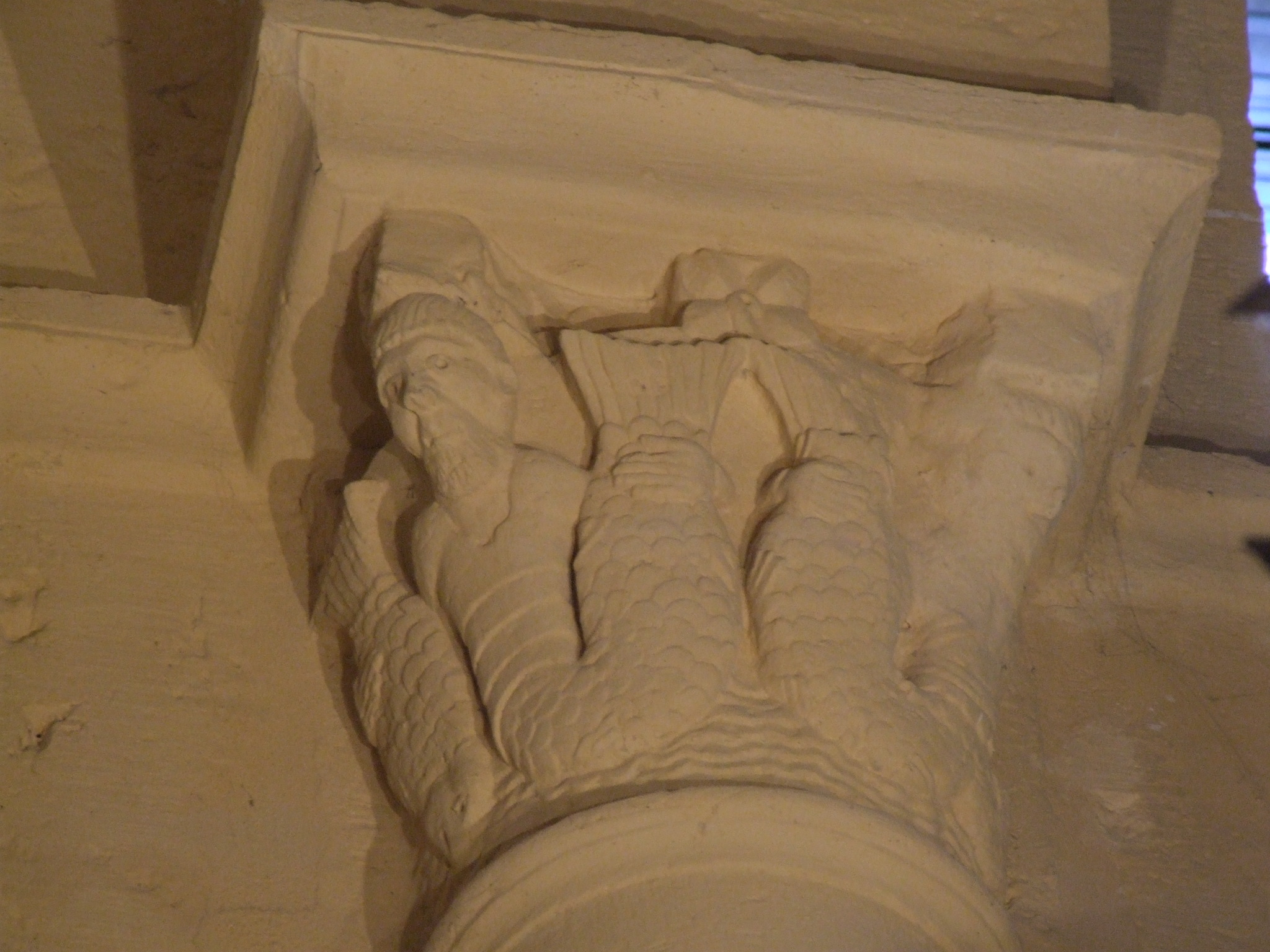
Chapiteau aux sirènes.
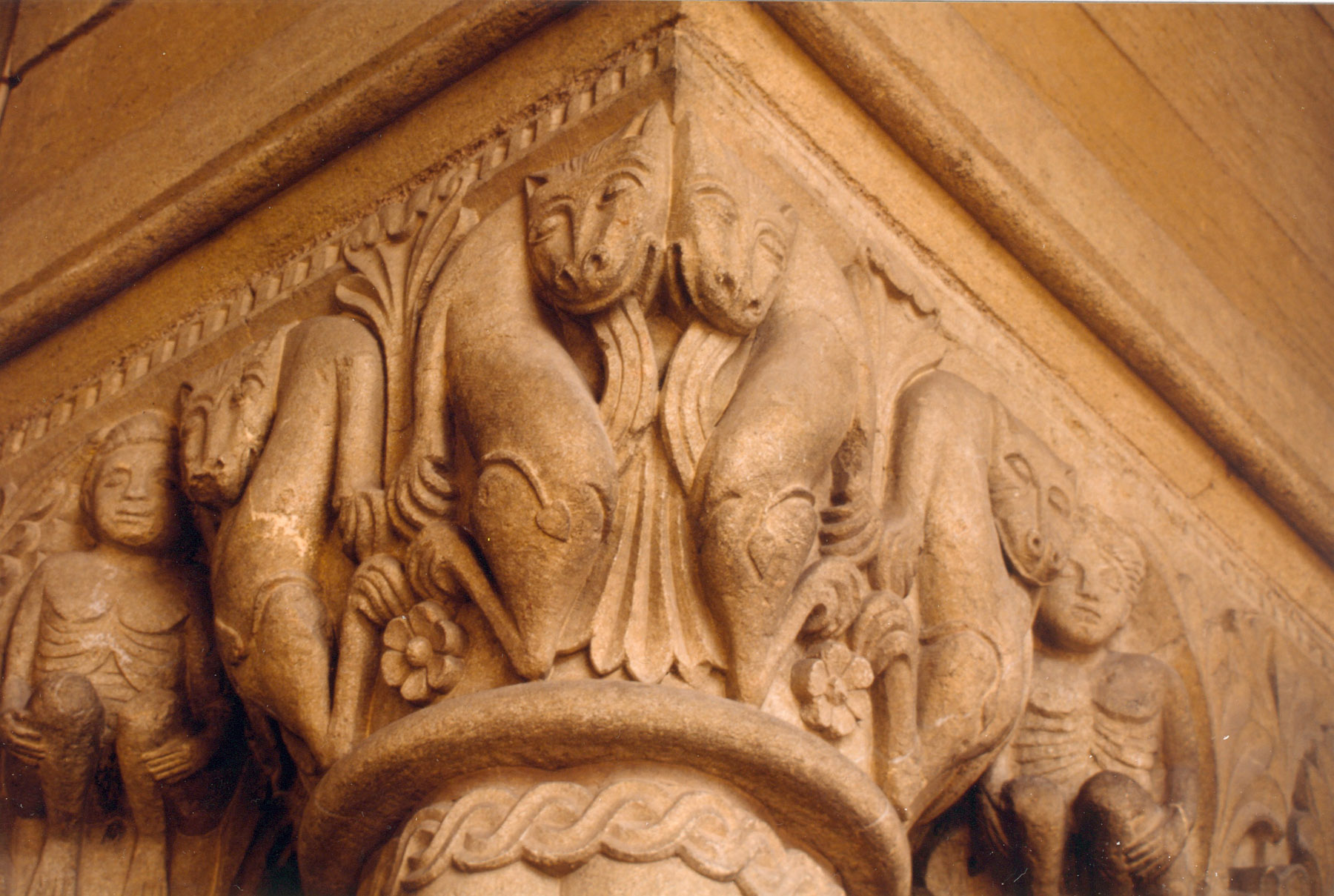
Détail d'un chapiteau.
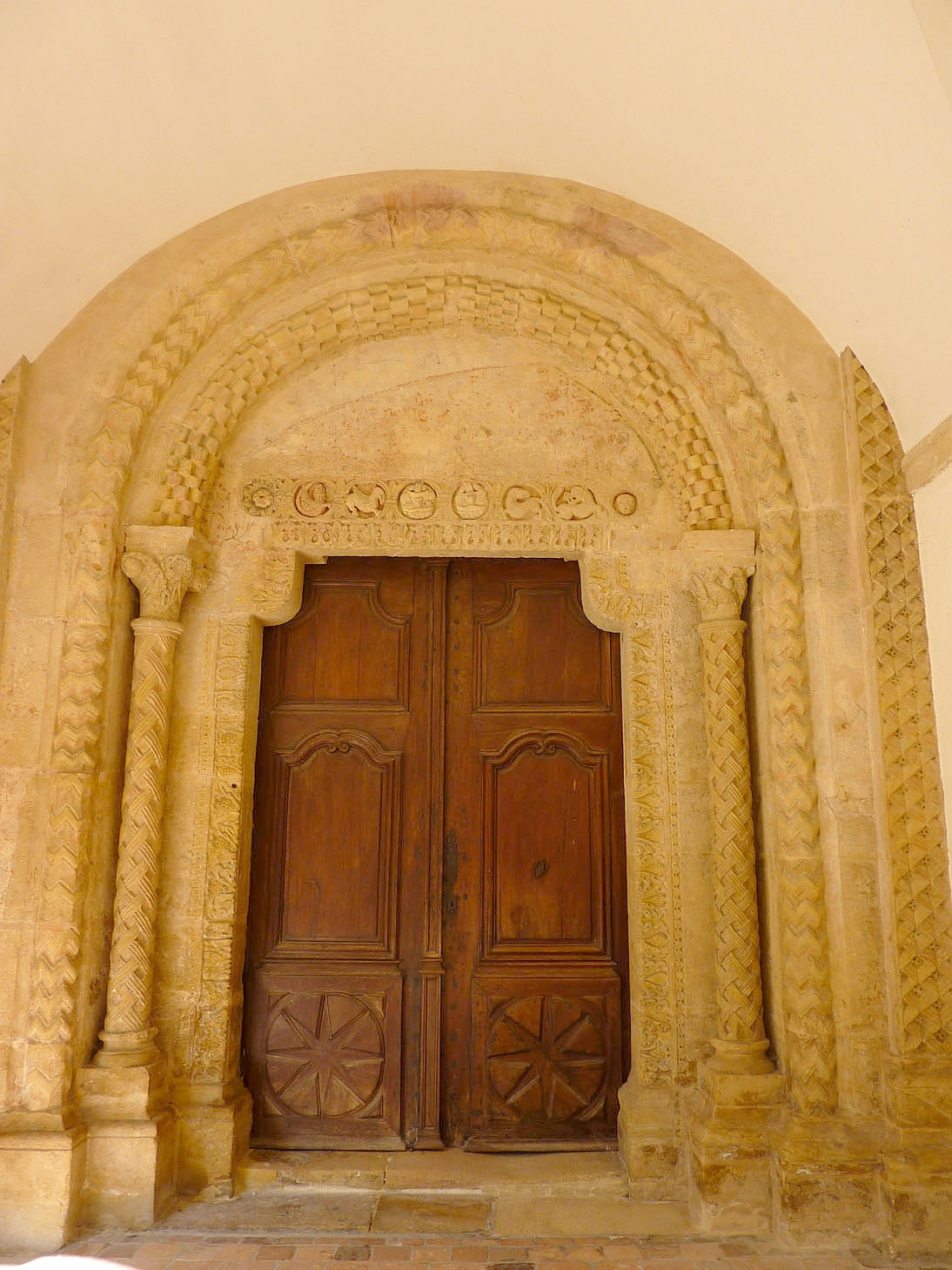
Porte de la basilique.